# Tiszaalpár
Tiszaalpár [tisa-alpár] je velká obec v Maďarsku v župě Bács-Kiskun, spadající pod okres Tiszakécske. Vznikla v roce 1973 spojením dvou obcí Tiszaújfalu a Alpár. Nachází se asi 16 km jihovýchodně od Kecskemétu. V roce 2018 zde trvale žilo 4 885 obyvatel. Dle údajů z roku 2011 tvoří 91 % obyvatelstva Maďaři, 5,8 Romové, 0,9 % Němci a 0,2 % Rumuni, přičemž 8,9 % obyvatel se k národnosti nevyjádřilo.
Tiszaalpárem prochází silnice 4625, blízko protéká řeka Tisa. Sousedními vesnicemi jsou Gátér a Lakitelek, sousedními městy Csongrád a Kiskunfélegyháza.